# Regina Camumbila
Regina Edite Camumbila (née le 6 juillet 1970) est une joueuse angolaise de handball féminin. Elle a fait partie de l'équipe d'Angola féminine de handball aux Jeux olympiques d'été de 2000 à Sydney. 

## Palmarès

### En équipe nationale
Jeux olympiques
- 9e place aux Jeux olympiques 2000[1]